# Iscrizione di san Clemente e Sisinnio
L'Iscrizione di san Clemente e Sisinnio, databile intorno alla fine del secolo XI, si trova nella basilica di San Clemente al Laterano ed è uno dei primi esempi di volgare in Italia utilizzato con intento artistico.

## L'iscrizione
L'iscrizione descrive il dialogo di quattro personaggi raffigurati nell'affresco cui si riferisce. L'episodio è tratto dalla Passio Sancti Clementis: Sisinnio ordina ai suoi servi di trascinare in prigione san Clemente, ma questi si è in realtà liberato e i due servitori non stanno trascinando il santo, ma una pesante colonna, senza avvedersene.
Diverse sono le lezioni sull'attribuzione delle frasi ai personaggi; la seguente è tra le più accreditate:
- SISINIUM: "Fili de le pute, traite".
- GOSMARIUS: "Albertel, trai".
- ALBERTELLUS: "Falite dereto co lo palo, Carvoncelle!"
- SANCTUS CLEMENS: "Duritiam cordis vestris, saxa traere meruistis".

Accettando questa lezione, la traduzione in lingua italiana contemporanea sarebbe la seguente:
- SISINNIO: "Figli di puttana, tirate!"
- GOSMARIO: "Albertello, tira!".
- ALBERTELLO: "Mettiti dietro a lui col palo, Carboncello!".
- SAN CLEMENTE: "A causa della durezza del vostro cuore, avete meritato di trascinare sassi".

La presenza di parole che, poste vicino alle sagome dei personaggi, rappresentano il suono del loro parlato è un espediente che secoli dopo diverrà usuale nel fumetto.

## Analisi linguistica
Sisinnio e i suoi uomini si esprimono in volgare, mentre San Clemente si esprime in latino. La lingua dell'iscrizione è particolarmente importante in quanto accosta con intento contrastivo il latino posto in bocca al santo e il volgare romanesco posto in bocca a Sisinnio e ai suoi servitori: questo espediente, volto a sottolineare la distanza che corre tra il santo cristiano e gli altri tre personaggi, rozzi e pagani, documenta in forma scritta delle espressioni della lingua parlata a Roma alla fine dell'XI secolo.
La frase di Clemente è scritta in un latino imbastardito (la desinenza in accusativo di duritiam, che, essendo complemento di causa, sia in latino medievale sia in latino classico sarebbe espresso con l'ablativo, e la forma vestris, parola che regolarmente esce in -i al genitivo). A livello di ortografia anche nella frase di Clemente, come in quelle degli altri personaggi, il verbo latino trahere è scritto senza la h intervocalica.
Nella frase di Albertello si notano questi fenomeni: il doppio clitico ("fa' te dietro a lui") in seconda posizione della frase secondo la Legge Tobler-Mussafia; il vocativo Carvoncelle documenta l'avvenuto passaggio da /rb/ a /rv/ nella parlata romanesca.